# フランクフルト地下鉄U3形電車
U3形は、かつてドイツ・フランクフルトの地下鉄であるフランクフルト地下鉄で使用されていた電車の形式。新規路線の開通に合わせて導入が実施されたが、2018年のさよなら運転を最後に営業運転を終了した。その後は大半の車両が海外へ譲渡されている。

## 概要
1980年に開通したフランクフルト地下鉄のU4号線向け車両として導入された電車。基本的な構造は既存のU2形に準拠しており、編成もU2形と同様の2車体連接式であった一方、前面は軽量プラスチックを用いた新たなデザインが採用された。また、開業当初全区間が地下路線であったU4号線は全てのプラットホームが高床式であった事から、U2形に存在したステップは設けられず、段差なしでの乗降が可能となった。

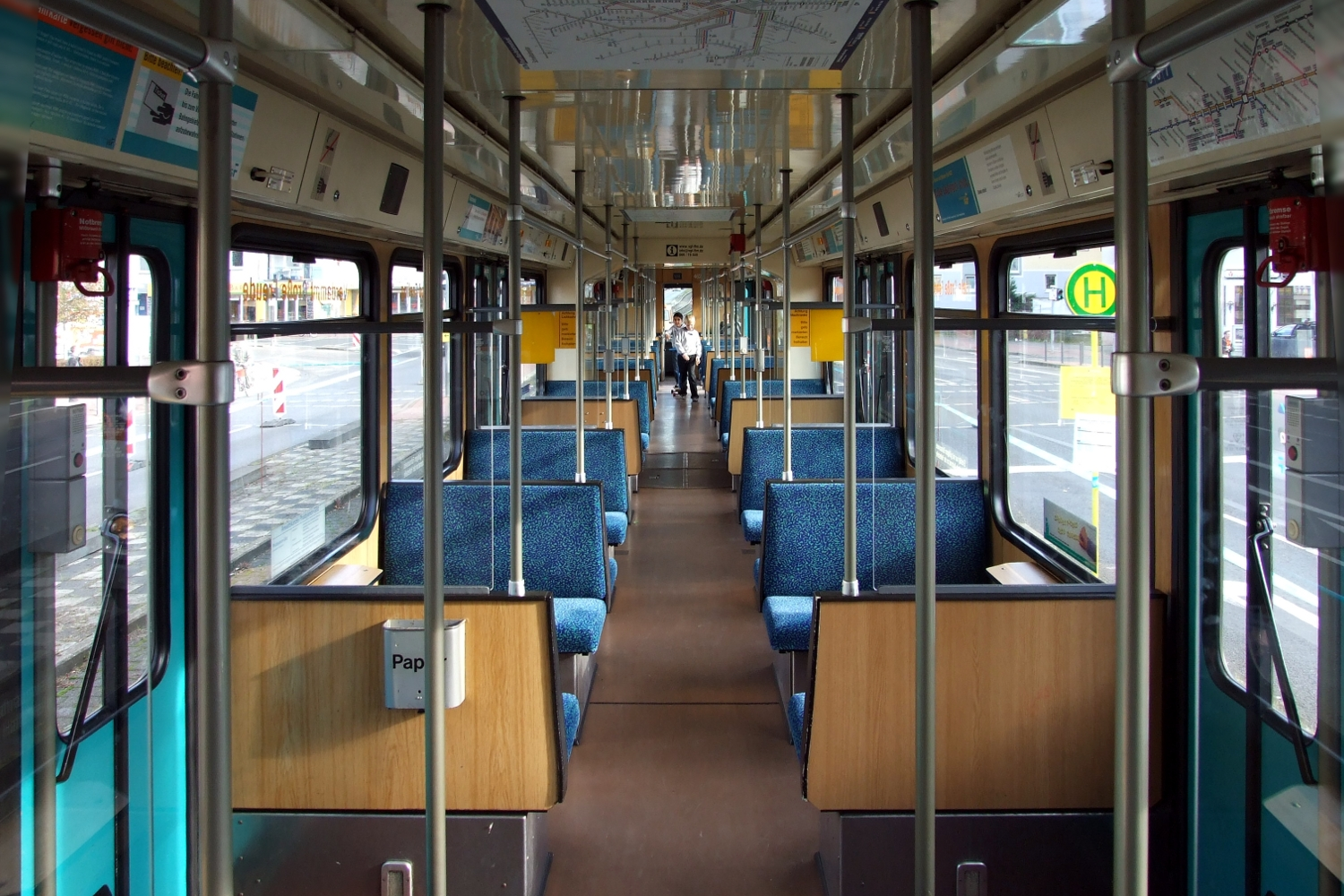
車内（2008年撮影）
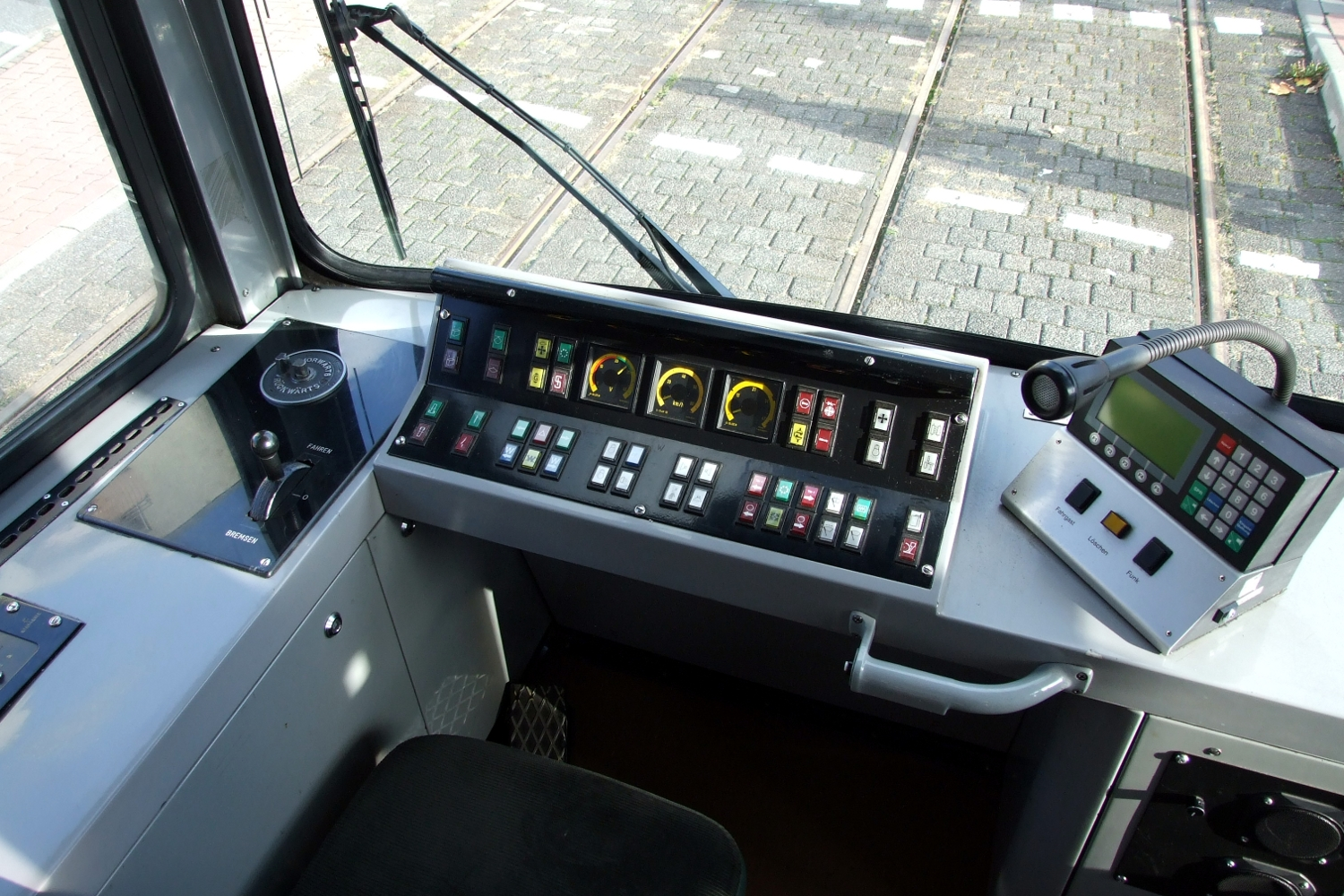
運転台（2008年撮影）
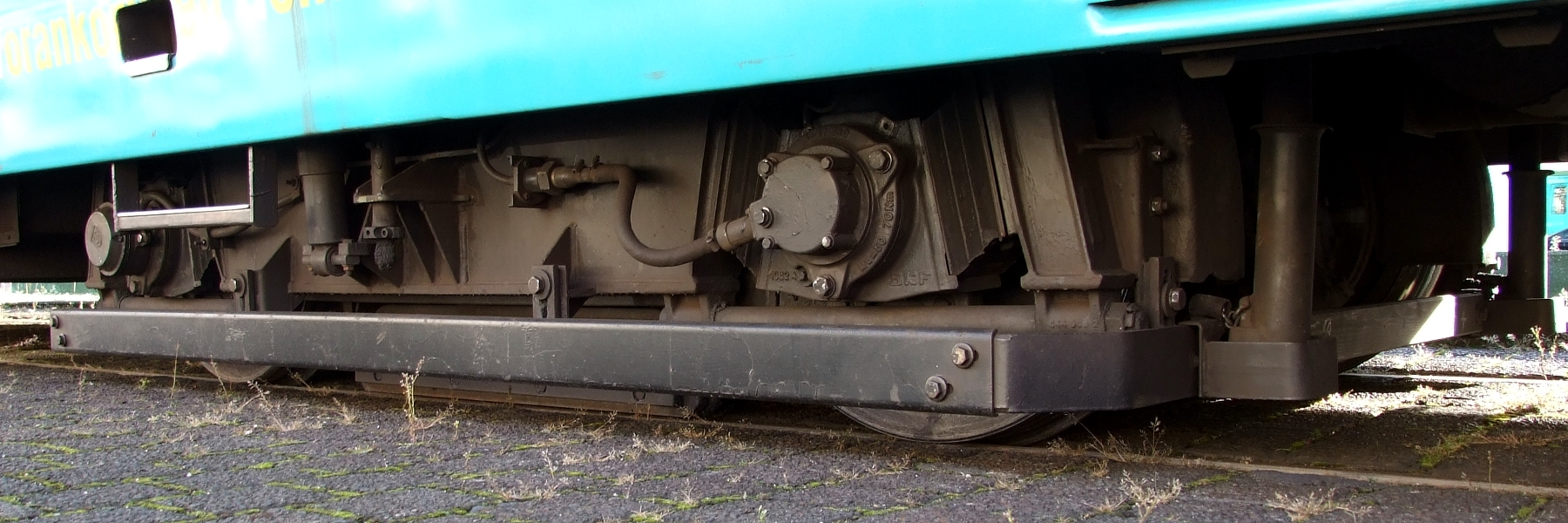
台車（2008年撮影）

導入以降は長期に渡ってU4号線で使用され、2008年までは全区間地下路線であった事から一部の臨時運転や1990年に一時導入されたU2号線での運用を除き地上区間は走行しなかったが、2008年12月に実施された延伸により地上区間でも定期運転が実施されるようになった。だが、後継車両となるU5形の導入に伴い2015年にU4号線での運行は終了し、同年以降は一部区間が重複するU6号線で運行されたものの、2017年にこちらの路線での営業運転も終了し、翌2018年10月13日にさよなら運転が実施された。その後も3両（451 - 453）については2021年現在もフランクフルト地下鉄で動態保存されている一方、次項で述べるようにその他の車両は海外への譲渡が行われている。

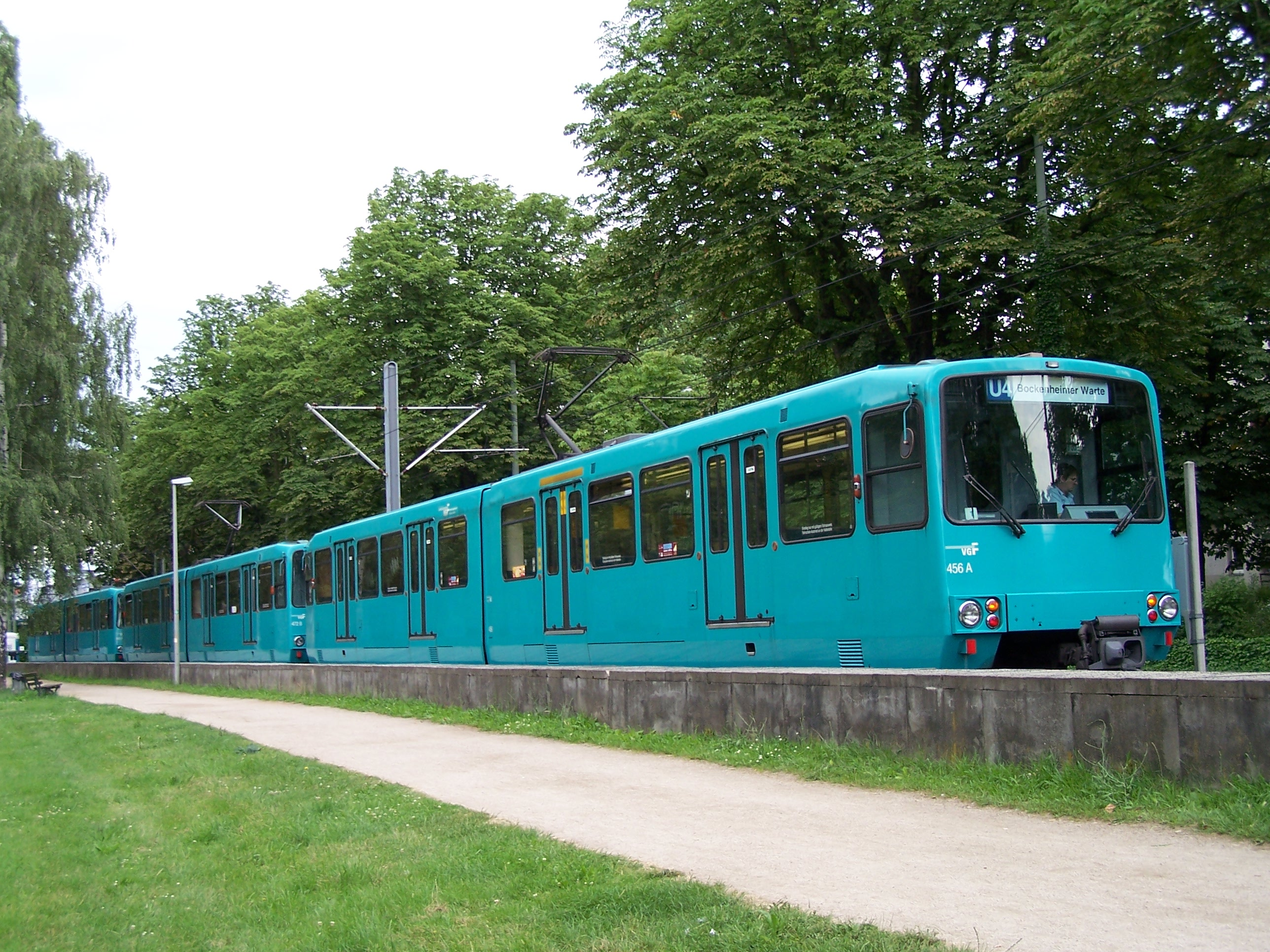
新塗装（2008年撮影）
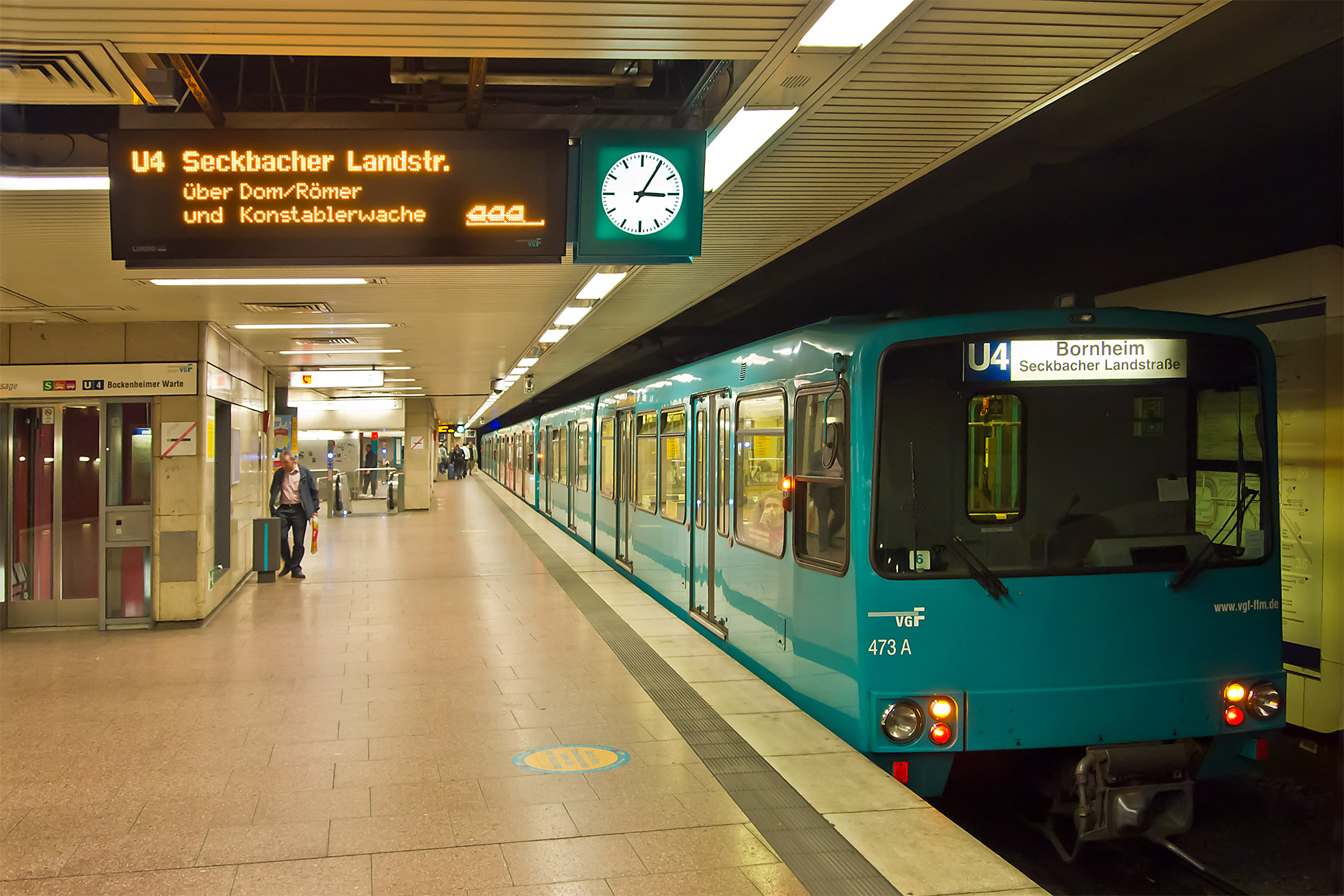
地下駅に停車するU3形（2012年撮影）
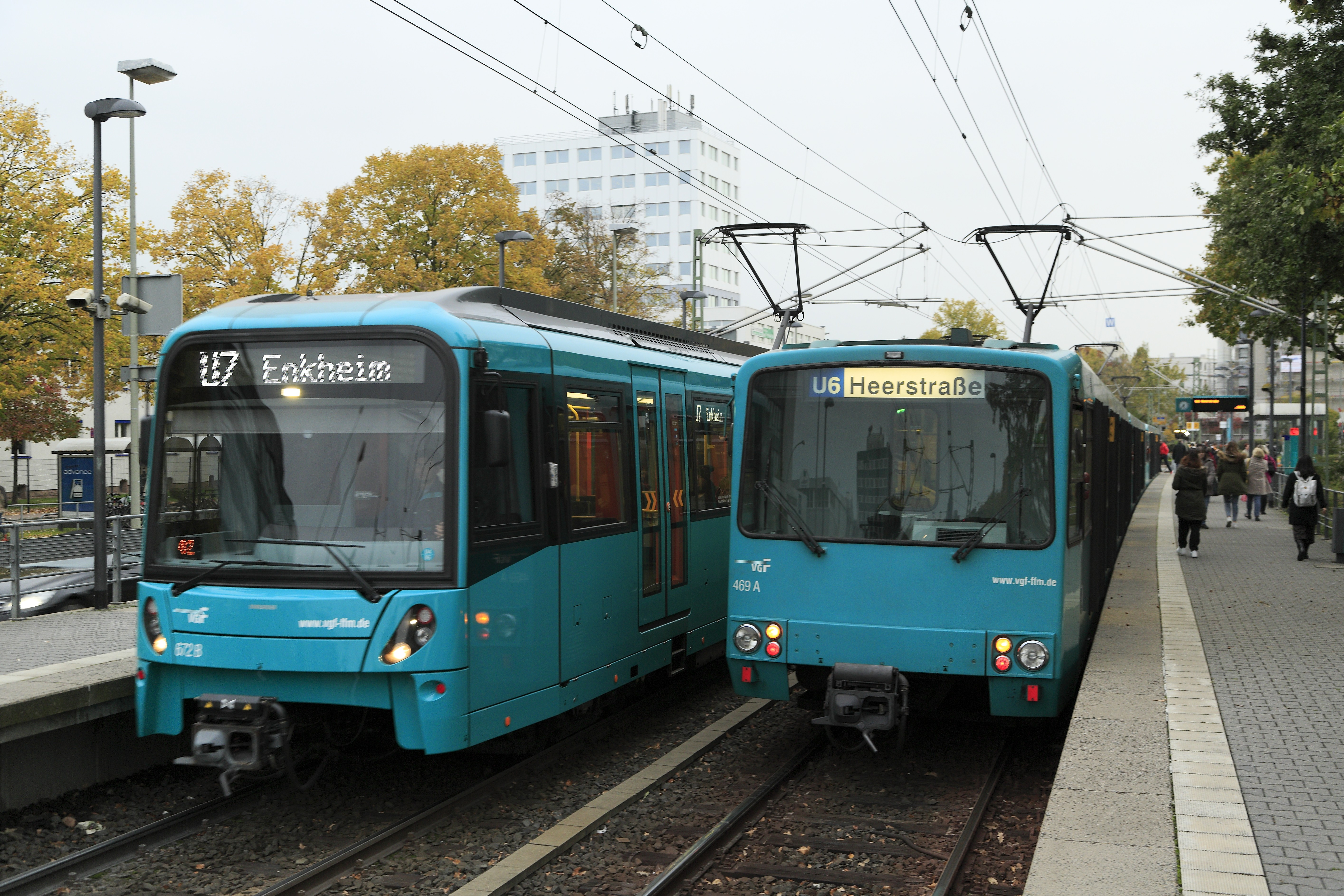
U5形（左）によってU3形（右）は置き換えられた（2015年撮影）

## 譲渡

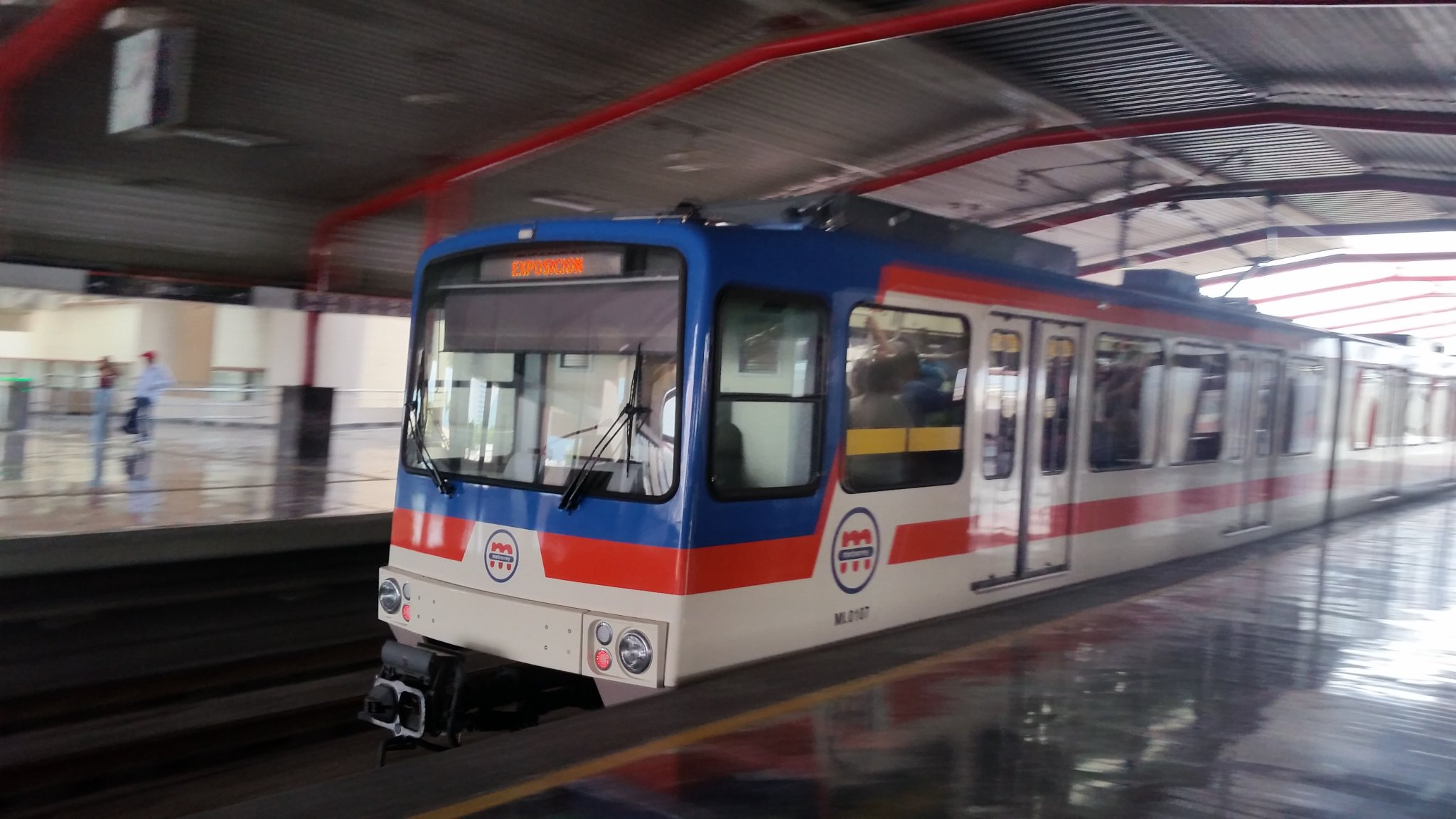
メトロレイで使用されているU3形（2022年撮影）

フランクフルト地下鉄から引退したU3形のうち、動態保存が決定した3両を除いた24両については、メキシコ・モンテレイの地下鉄であるメトロレイへ売却が実施された。これは地下鉄の新規路線開通に合わせた車両増備に関し、新造車両と比べ安価で導入可能である利点から譲渡が決定したもので、メトロレイの塗装への変更を始め、空調装置の搭載、台車や駆動機器の交換、監視カメラやwi-fi通信に対応した機器の搭載などの更新工事が行われ、20年の延命が図られている。改造はドイツのタルボット・サービス（Talbot Services）が実施しており、2020年から2021年にかけてメキシコへの輸出が行われている。